# Niels Finsens gøta
Niels Finsens gøta i Tórshavn er Færøernes eneste gågade (delvis gågade) med flere forretninger, hvor der findes alt det, man forventer i en hovedstad. Det er kun en lille del af gaden, som er delvis lukket for gennemkørsel.
Gaden blev grundlagt omkr. 1900 som Nyvej (da danske navne var i brug), men snart efter at Niels Finsen, landets eneste nobelprismodtager, var død, fik gaden hans navn.
I Niels Finsensgøtas øverste (nordlige) del ligger kommuneskolen ved Tórshavnar kommuna, sparekassen og skuespilhuset. Kommuneskolen blev lukket som skole i 2011 pga. problemer med fugt.
Ved den sydlige del af gaden (syd for Steinatún) ligger torvet Vaglið med Lagtingshuset og H.N. Jacobsens Boghandel som også huser Turistinformationen og rådhuset. Lidt længere oppe er bybiblioteket (Býarbókasavnið), som har en kafe i stueetagen. Gaden og torvet er en central skueplads for taler, parader, koncerter og færøsk kædedans på Ólavsøka. Taler bliver f.eks. holdt til Flagdagen, som er den 25. april og ved 1. maj, til den Internationale Arbejderdag. Den sydligste del af gaden, syd for Steinatún, men før Lagtingshuset, er belagt med fliser og brosten.

## Skulpturer
En særlig attraktion i Niels Finsensgøta er skulpturerne langs gaden og ved torvet, udført af:
- Hans Pauli Olsen – "Álvagentan", bronzestatue af en af William Heinesens klippede elverpiger fra 2000 og "Traðamaðurin", bronzestatue til minde om de mænd, der ved hårdt slid dyrkede de små jordlodder (traðir) fra 1989
- Tróndur Patursson – "Ormabani", springvand i elven i stål og farvet glas fra 1992
- Jens Peter Kellermann – bronzestatue af Hans Andrias Djurhuus, 1991
- Fritjof Joensen – springvand med dansende børn udført i rustfrit stål 1983
- Janus Kamban – "Mand og Kvinde", 1971, "Fortælleren" , relief i cement, der viser en mand, der fortæller børnene historie fra 1956.
- Anne Marie Carl Nielsen – bronzebuste af politikeren og digteren R.C. Effersøe, 1933.